# Foltos barázdásgőte
A foltos barázdásgőte (Necturus maculosus) a kétéltűek (Amphibia) osztályának farkos kétéltűek (Caudata) rendjébe, ezen belül a kopoltyús gőtefélék (Proteidae) családjába tartozó faj.
Nemének a típusfaja.

## Előfordulása
A foltos barázdásgőte az Amerikai Egyesült Államok keleti részén, Új-Anglia és az új-angliai öböl egyes részein, északon Kanada délkeleti részéig honos.

## Alfajai
- Necturus maculosus louisianensis Viosca, 1938 – sárgásbarna alapszíne van, fekete pettyek csak a hasi részen láthatóak. Kizárólag Louisiana államban él. Egyes rendszertani besorolás szerint önálló fajnak tekinthető, Necturus louisianensis név alatt, azonban ezzel nem mindenki ért egyet.
- Necturus maculosus maculosus (Rafinesque, 1818) – szürkés vagy barnás alapszíne van fetkete pettyekkel. Az Amerikai Egyesült Államok keleti részén és az új-angliai öböl egyes részein, északon Kanada délkeleti részéig (Québec) honos.
- Necturus maculosus stictus Bishop, 1941

## Megjelenése
Az állat hossza átlagosan 35 centiméter. A foltos barázdásgőte színezete okkersárga, kékesfekete foltokkal; ez az édesvízi hordalékban, különösen a zavaros vízben jól álcázza az állatot. A sötétpiros kopoltyúrojtok látják el a vért oxigénnel. Ha az állat iszapos vízben él, a kopoltyúrojtok nagyobbak. Farka hosszú, penge alakú és erős. Úszás közben az állat farka segítségével hajtja magát előre. Lába csonkszerű és nem túl erős, minden lábon négy ujj van. A lábak kúszásra is alkalmasak, bár az állat főként úszva közlekedik. Bőrmirigyei kis mennyiségű mérget tartalmaznak.

## Életmódja
A foltos barázdásgőte éjjel aktív, és általában egy helyhez ragaszkodik. Tápláléka kis halak és ikráik; rovarok és gerinctelen állatok. Az állat legfeljebb 20 évig él.

## Szaporodása
Az ivarérettséget 5-7 éves korban éri el. A párzási időszak nyár végén és ősszel van. Párzás után a nőstény 30-200 petét rak, kivételes esetekben akár több százat is. A lárvák a hőmérséklettől függően 38-63 nap múlva fejlődnek ki.